# Ascendonanus nestleri
Ascendonanus nestleri és una espècie extinta de sinàpsid de la família dels varanòpids que visqué durant el Permià inferior en allò que avui en dia és Europa. Se n'han trobat restes fòssils a Alemanya. Es tracta de l'única espècie del gènere Ascendonanus. Era un varanòpid petit i esvelt, amb el cos lacertiforme. Assolia una llargada adulta d'uns 40 cm. El nom genèric Ascendonanus significa ‘nan escalador’ en llatí, mentre que el nom específic nestleri fou elegit en honor del científic ciutadà Knut Nestler.